# Гіпердактилічна рима
Гіпердактилі́чна ри́ма — співзвуччя слів, у яких наголошується четвертий, п'ятий, навіть шостий склад від краю.
Майже не властива європейській, зокрема українській поезії, крім певних експериментальних винятків, — М. Рильський («Третє вікно» із циклу «Вікна говорять»), М. Рудницький, М. Бажан тощо.
Характерна для російської лірики, живленої власними фольклорними джерелами, — «Пісня про купця Калашникова» М. Лермонтова, версифікаційні експерименти представників «срібного віку» (В. Брюсов, Зінаїда Гіппіус та інші).